# 스리랑카 축구 연맹
스리랑카 축구 연맹(영어: Football Federation of Sri Lanka)는 스리랑카의 축구 협회이다. FIFA과 AFC에 가입되어 있다.킷 프리미어리그 스리랑카 축구 국가대표팀 등을 관리한다.

## 같이 보기
- 아시아 축구 연맹
- 남아시아 축구 연맹
- 스리랑카 축구 국가대표팀
- 스리랑카 여자 축구 국가대표팀
- 킷 프리미어리그